# Lucjusz Kalpurniusz Pizon Frugi
Lucjusz Kalpurniusz Pizon Frugi, łac. Lucius Calpurnius Piso Frugi (II w. p.n.e.) – rzymski polityk, konsul w 133 roku p.n.e., historyk, zaliczany do annalistów średnich.
Trybun ludowy w 149 roku p.n.e., zainicjował powstanie trybunałów sądzących namiestników za nadużycia w prowincjach. Jako konsul walczył przeciw powstaniu niewolników na Sycylii, w późniejszych latach pełnił urząd cenzora. Był przeciwnikiem reform Gajusza Grakchusa. Prezentował postawę tradycjonalisty, bliską Katonowi Starszemu. Mógł też pozostawać pod wpływem stoicyzmu, podaje się, że był uczniem filozofa Panajtiosa.
Jego dzieło historyczne, zachowane tylko we fragmentach, przedstawiało dzieje od Eneasza po czasy współczesne autorowi. Prezentował w nim silną tendencję moralizatorską, pochlebnie wyrażając się o cnotach przodków, jednocześnie ubolewając nad upadkiem moralności w swoich czasach, zwłaszcza wśród młodego pokolenia. Starożytni autorzy podkreślali wiarygodność i rzetelność pracy Kalpuriusza Pizona, natomiast w nowożytnej historiografii budziła podzielone opinie.

## Życiorys
Pochodził z rodu plebejskiego, który od niedawna należał do elity politycznej Rzymu. W 149 roku był trybunem ludowym, w czasie pełnienia tego urzędu doprowadził do powołania stałych trybunałów (questio perpetua de pecuniis repetundis), które miały sądzić w sprawach o zdzierstwa w prowincjach, jakich dopuszczali się namiestnicy. W 133 roku osiągnął konsulat i poprowadził kampanię przeciwko zbuntowanym niewolnikom na Sycylii, uwieńczoną sukcesami: zdobył Morgantinę i rozpoczął atak na Ennę. Był zdecydowanym przeciwnikiem reform Gajusza Grakchusa i występował przeciw jego lex frumentaria (123). 
W roku 120 (lub 108) objął urząd cenzora, który sprawował w sposób surowy, lecz sprawiedliwy, starając się wyplenić korupcję i upadek obyczajów. Ze względu na swoją prawość i działalność podczas cenzury uzyskał przydomek Frugi („rzetelny”, „uczciwy”), który stał się dziedzicznym w jego rodzie.
Prezentował postawę tradycjonalisty, podobną pod pewnymi względami do postępowania Katona Starszego – podziwiał przodków, a potępiał niemoralność czasów sobie współczesnych. Mógł mieć na niego wpływ stoicyzm, podaje się, że był uczniem filozofa Panajtiosa.

## Dzieło historyczne
Lucjusz Kalpurniusz Pizon, zaliczany do annalistów średnich, napisał po łacinie pracę o historii Rzymu, wydaną w 7 księgach, która nosiła tytuł Annales lub Historiae. W układzie rocznikarskim (annalistycznym) obejmowała czasy od Eneasza po co najmniej rok 146, może w jej zakres wchodziło także powstanie niewolników na Sycylii. Nie zachowała się w całości, przetrwało z niej 45 lub 46 fragmentów z trzech pierwszych ksiąg oraz z ostatniej.
Prawdopodobnie napisał ją już po cenzurze, lecz nie jest znana data jej publikacji. W dwóch pierwszych księgach, w sposób zwięzły, przedstawił czasy najdawniejsze (w pierwszej do upadku monarchii, a w drugiej do co najmniej roku 304), szczegóły dalszego podziału treści nie są znane, jednak wydarzenia późniejsze relacjonował dużo dokładniej. Spośród zachowanych fragmentów do wczesnych dziejów Rzymu odnoszą się między innymi informacje dotyczące Eneasza, królów Rzymu i budowli, które wznieśli (w tym świątyni na Kapitolu, dzieła Tarkwiniusza Pysznego z łupów wojennych), losów Klelii i Koklesa, bitwy nad jeziorem Regillus, secesji plebsu oraz ustanowienia trybunów ludowych i edylów kurulnych. Pozostałe urywki dotyczą wojen (z Pyrrusem, I i II punickiej, syryjskiej), obchodów ludi saeculares w roku 146, jak również wiadomości etymologicznych oraz antykwarycznych, które najwyraźniej budziły jego zainteresowanie. Mity i legendy przedstawiał w sposób racjonalny, odrzucając z nich cudowne wydarzenia i podchodząc bardziej krytycznie niż współczesny mu dziejopis Lucjusz Kasjusz Hemina. W porównaniu do niego poświęcił też mniej miejsca najdawniejszym dziejom Rzymu.
W zachowanych fragmentach widać silną tendencję moralizatorską (większą niż w dziele Kasjusza Heminy), efekt silnego wpływu pism Katona Starszego. Pochlebnie wyrażając się o cnotach przodków, ubolewał nad upadkiem moralności w swoich czasach, zwłaszcza wśród młodego pokolenia. Wiele spośród anegdot, które przytaczał miało charakter pouczający, jak ta o powściągliwość Romulusa w piciu wina. Kalpurniusz Pizon wskazywał nawet na konkretne daty pojawienia się wad w rzymskim społeczeństwie, zbytku i nierządu, odpowiednio w roku 187 i 154, które zapoczątkowały proces upadku dawnego, surowego stylu życia.
Możliwe, że w pewien sposób nad jego pracą zaciążyły wydarzenia związane z działalnością braci Grakchów. Kalpuriusz Pizon był im niechętny, bowiem popierał tradycyjny porządek społeczny i szanował senat. W zachowanych fragmentach widać tendencje bliskie optymatom, lecz potrafił zdobyć się na krytyczne uwagi pod adresem nobilów. Mógł być bliski koncepcjom umiarkowanych reform, lecz zraziły go metody działań reformatorów. Stąd może wynikać widoczny w jednym z urywków dzieła obraz Spuriusza Meliusza jako demagoga, który zmierzał do tyranii.
Późniejsi starożytni autorzy, jak Cyceron czy Pliniusz Starszy, podkreślali wiarygodność i rzetelność pracy Kalpuriusza Pizona. Na bazie urywków można określić jego styl pisania jako prosty, niekiedy wręcz nieporadny (odwrotnie niż u Katona). Ganił go za to Cyceron, doceniając jednak konsula jako historyka. Aulus Gelliusz był natomiast pod wielkim wrażeniem tej prostoty. Spośród antycznych dziejopisów z dzieła konsula korzystali Liwiusz (szczególnie w pierwszej dekadzie swoich Dziejów Rzymu), Dionizjusz i Pliniusz Starszy. Sięgał do niego także Plutarch, jak również antykwaryści – Warron (często je cytował), Gelliusz, Makrobiusz, Cenzorinus – oraz gramatycy (Serwiusz, Pryscjan) i pisarze chrześcijańscy (Tertulian, Arnobiusz). Szczególne zainteresowanie późniejszych autorów budził materiał anegdotyczny, jaki Kapurniusz Pizon zawarł w swoim dziele.
W nowożytnej historiografii annalista budził podzielone opinie. Określano go mianem rzetelnego i obiektywnego autora, który starał się o dokładne przedstawienie wydarzeń i precyzję w ich datowaniu, odrzucając przekazy legendarne i osiągnął lepszy rezultat niż Gnejusz Gelliusz. Nie brakowało jednak ocen krytycznych, wskazujących na kompilatorski charakter pracy, niewielką troskę o prawdę historyczną, zmyślenia, ciężki i napuszony styl, nadmiar anegdot czy natrętny dydaktyzm. Z racji ograniczonej ilość zachowanego tekstu trudno jednoznacznie wskazać, które ze stanowisk jest bardziej uzasadnione, jakkolwiek dydaktyzm i posługiwanie się anegdotycznymi przykładami było typowe w antycznym pisarstwie.
Zachowane fragmenty zostały wydane drukiem w Historicorum Romanorum reliquiae Hermanna Petera i L’annalistique romaine Martine Chassignet.